# Tropski pas
Tropski pas ali tropi je geografska regija Zemlje, ki leži na obeh straneh ekvatorja in jo na severu omejuje rakov povratnik pri približno 23°30' severne zemljepisne širine, na jugu pa kozorogov povratnik pri približno 23°30' južne zemljepisne širine.
Regija vključuje vsa območja zemeljske oble, kjer sonce vsaj enkrat na leto doseže kot 90° (navpično na površje). Izraz izhaja iz grške besede Tropos (slovensko obrat), saj navidezni položaj sonca niha med povratnikoma s periodo, ki definira povprečno dolžino leta.
Z besedo tropi včasih označujemo tudi tropsko podnebje, ki ga zaznamujeta visoka temperatura in vlažnost skozi vse leto, pogosto v povezavi z bujnim rastlinjem. Vendar pa sodijo v regijo tudi območja s popolnoma drugačnim podnebjem, od suhih in mrzlih Andov do suhih in vročih puščav v Sahari ter avstralskega Outbacka.